# Pești (zodie)
Pești (♓️) în greaca veche: Ἰχθύες Ikhthyes) este un semn astrologic (o zodie), care este asociat cu constelația Pești. Soarele este în constelația Pești de la 19 februarie până la 20 martie, iar după astrologia siderală de la 15 martie până la 14 aprilie.